# Entreprise Parent-Pécher et Cie

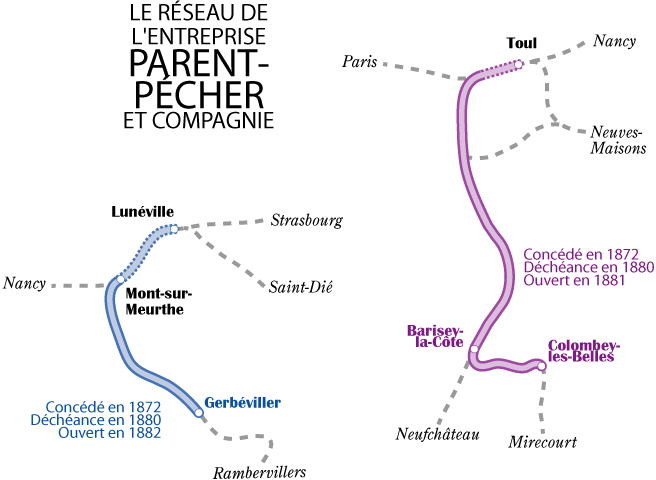
Carte du réseau de la société

L'entreprise Parent-Pécher et Cie est une compagnie ferroviaire de la deuxième moitié du XIXe siècle, fondée par M. Parent-Pécher, banquier à Tournai (Belgique), concessionnaire des lignes Toul — Colombey-les-Belles et Lunéville — Gerbéviller.

## Lignes, d'intérêt local, concédées
- en 1872, la ligne de Toul à Colombey-les-Belles[1] ;
- en 1872, la ligne de Lunéville à Gerbéviller[2].

## Histoire
Si la construction débute peu de temps après la concession de ces deux lignes, de multiples causes entraînent un retard excessif dans la conduite de ces travaux. Notamment, l'indécisions administratives (concernant le point d'embranchement des deux lignes à la « grande » ligne Paris - Strasbourg, le classement des lignes en cours (l'armement de la voie n'est pas le même pour une ligne d'intérêt local et pour une ligne d'intérêt général), la prétentions excessives de la Compagnie des chemins de fer de l'Est (sur l'utilisation en commun des gares de Toul et de Lunéville),et un entrepreneur débordé par l'ampleur des travaux à effectuer.
Monsieur Parent-Pécher décède le 9 janvier 1880. En conséquence, la concession des lignes est résiliée pour défaut de commencement des travaux dans les temps prévus en juin 1880, et reprise par le département de Meurthe-et-Moselle moyennant finances, département qui abandonne ses droits, gratuitement, à l'État, lequel confie en 1881 et 1882 l'exploitation des lignes à l'Est. 
M. Parent-Pécher était par ailleurs concessionnaire d'autres lignes.